# Mułłowka (obwód samarski)
Mułłowka (ros. Мулловка) – wieś (sieło) w Rosji, w obwodzie samarskim, w rejonie jełchowskim. W 2010 liczyła 417 mieszkańców, głównie Tatarów.